# Cotachena nepalensis
Cotachena nepalensis is een vlinder uit de familie van de grasmotten (Crambidae), uit de onderfamilie van de Spilomelinae. De wetenschappelijke naam van deze soort is voor het eerst voorgesteld door Hiroshi Yamanaka in een publicatie uit 2000.
De soort komt voor in Nepal en Bhutan.